# Brug 543
Brug 543 is een vaste brug in het Amsterdamse Bos. Hoewel de brug op het grondgebied van de gemeente Amstelveen ligt, wordt het beheer uitgevoerd door Amsterdam en heeft de brug derhalve ook een Amsterdams brugnummer.
De brug is de toegang/uitgang tot/vanuit het Amsterdamse Bos richting Amstelveen, Oude Karselaan. Het is een van de weinige bruggen in het park/bos die grenst aan de bebouwde kom van Amstelveen, een bomenhaag leidt vanuit de bebouwing naar de brug en park/bos. De brug is in principe alleen toegankelijk voor voetgangers, fietsers, ruiters te paard, maar ook de nooddiensten kunnen via deze brug het bos in. De brug is ontworpen door Piet Kramer werkend bij de Dienst der Publieke Werken. De brug ligt er sinds 1940 en is gebouwd in de Amsterdamse Schoolstijl. Daarin wijkt zij af van de meeste bruggen die Kramer voor het Amsterdamse Bos ontwierp; er kwamen stevige houten en slanke betonnen bruggen. Brug 543 heeft door zijn vele baksteen (keermuren, landhoofden, borstweringen etc.) een robuust karakter; haar postuur heeft het uiterlijk van een fort. Dit idee wordt verstevigd doordat de keerwanden niet haaks maar schuin op de brugwand staan. 
Op de landhoofden zijn per landhoofd twee pilasters geplaatst die afgedekt worden door een granieten plaat. Aan het eind van de landhoofden zijn opnieuw pilasters geplaatst; deze pilasters zijn voorzien van granieten afdekstenen. Echter in deze afdekstenen zijn noord, west, zuid en oost uitgehakt. Het thema van windrichtingen komt vaker voor bij Kramer, zie de Vierwindstrekenbrug. Op de brug zelf zijn de borstwering enigszins verlaagd en zijn siersmeedijzeren leuningen geplaatst, eveneens een kenmerk van de meeste bruggen van Kramer. Ze zijn sierlijk en rond van vorm en wijken hier enigszins naar buiten. De overspanning wordt verzorgd door stalen liggers. 
Onder de brug is beperkt scheepvaartverkeer mogelijk (roeiboot of kano). Het werd in 2013 benoemd tot gemeentelijk monument in Amstelveen. Zij waardeerden het als bijzondere verschijningsvorm binnen het oeuvre van Kramers bruggen in het bos, mede gezien de meer stedelijke vorm van deze brug met de aangebrachte versieringen. Bovendien vond zij de brug een wezenlijk onderdeel van het totaal aan bruggen in het bos.

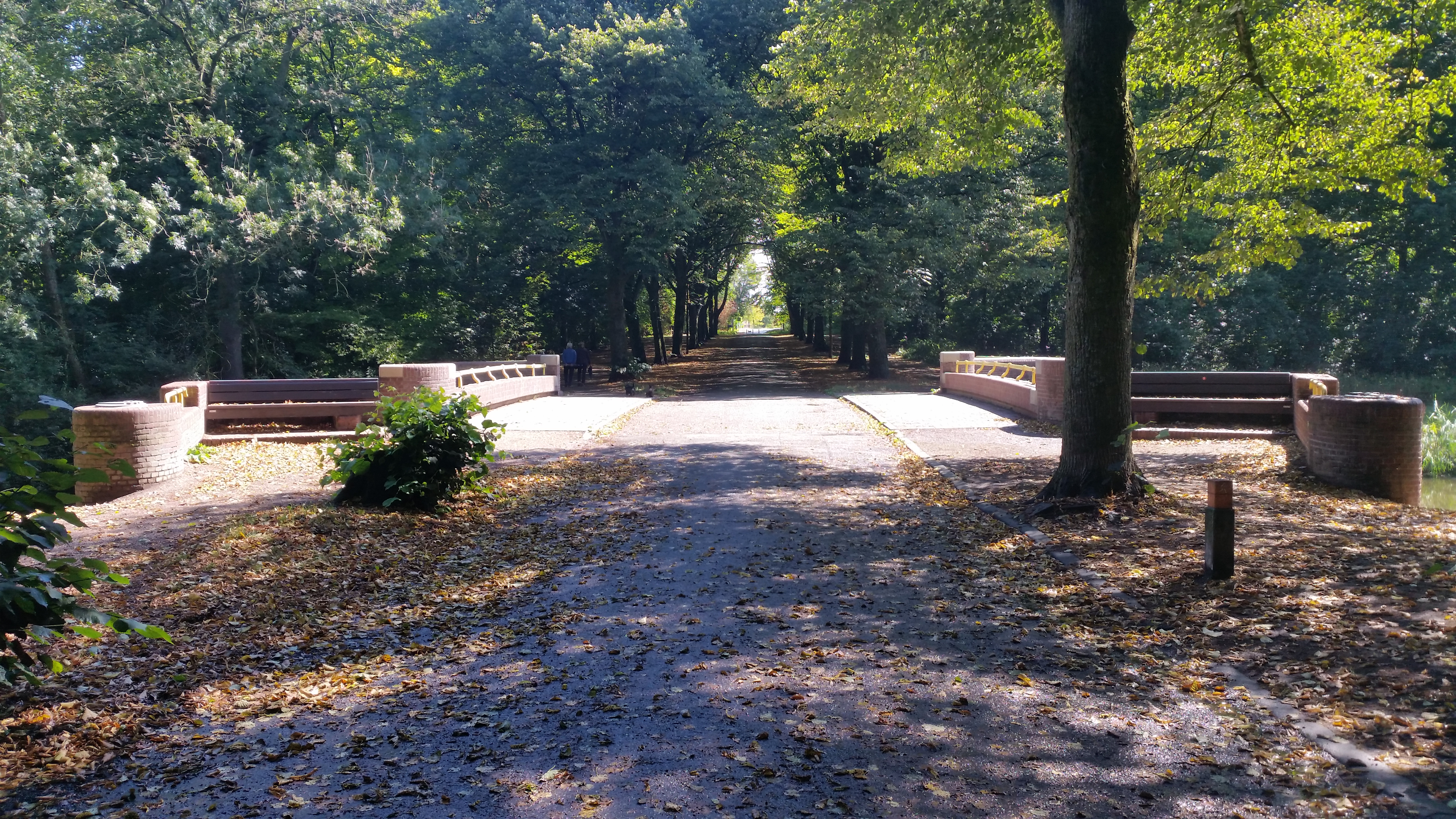
Overzicht van de brug (augustus 2018)

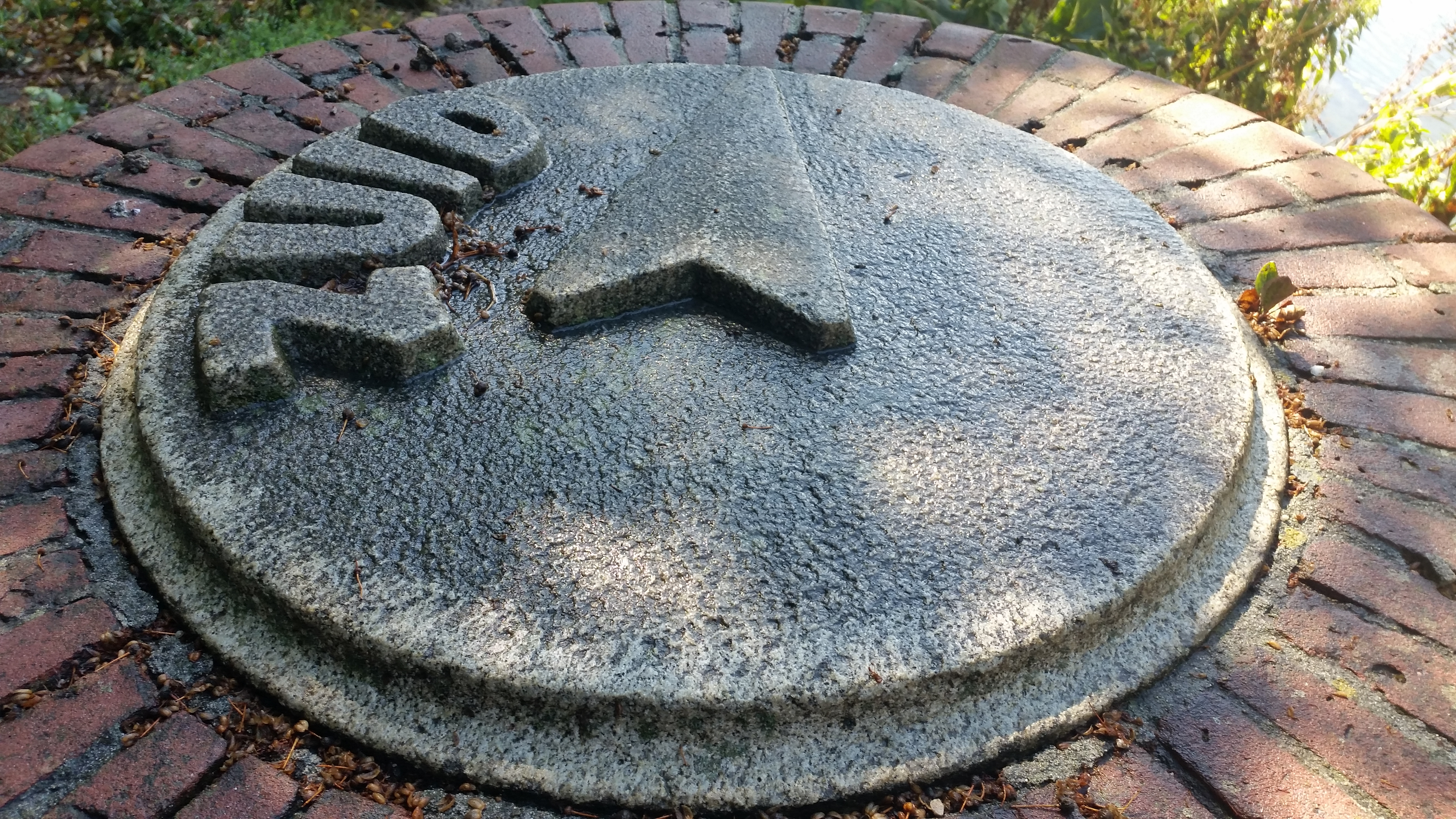
Steen met “Zuid” bij brug 543 (augustus 2018)

<<< · 500 · 501 ·  503 · 504 · 505 · 506 · 507 · 508 · 509 · 510 · 511 · 512 · 513 · 514 · 515 · 516 · 517 · 518 · 519 · 520 · 521 · 522 · 523 · 525 · 526 · 527 · 528 · 530 · 531 · 532 · 533 · 534 · 535 · 536 · 537 · 538 · 539 · 540 · 541 · 542 · 543 · 544 · 545 · 546 · 547 · 548 · 549 · 550 · 551 · 552 · 553 · 554 · 555 · 556 · 557 · 558 · 559 · 560 · 561 · 562 · 563 · 564 · 565 · 566 · 567 · 569 · 571 · 572 · 573 · 575 · 577 · 578 · 580 · 581 · 582 · 583 · 584 · 586 · 587 · 589 · 590 · 591 · 592 · 593 · 594 · >>>
Brugnummers 502, 524, 529, 568, 570, 574, 576, 579, 585, 588, 595, 596, 597, 598, 599 zijn niet (meer) vergeven.